# Astron (Unternehmen)
Astron ist europaweit ein Hersteller im Stahlsystembau für Industrie, Handel, Gewerbe oder Sport und Freizeit. In den drei Produktionsstätten in Luxemburg, Tschechien und Russland werden wöchentlich rund 70 Gebäude individuell produziert. Die Unternehmensgruppe besteht aus 15 Gesellschaften und beschäftigt europaweit rund 650 Mitarbeiter.

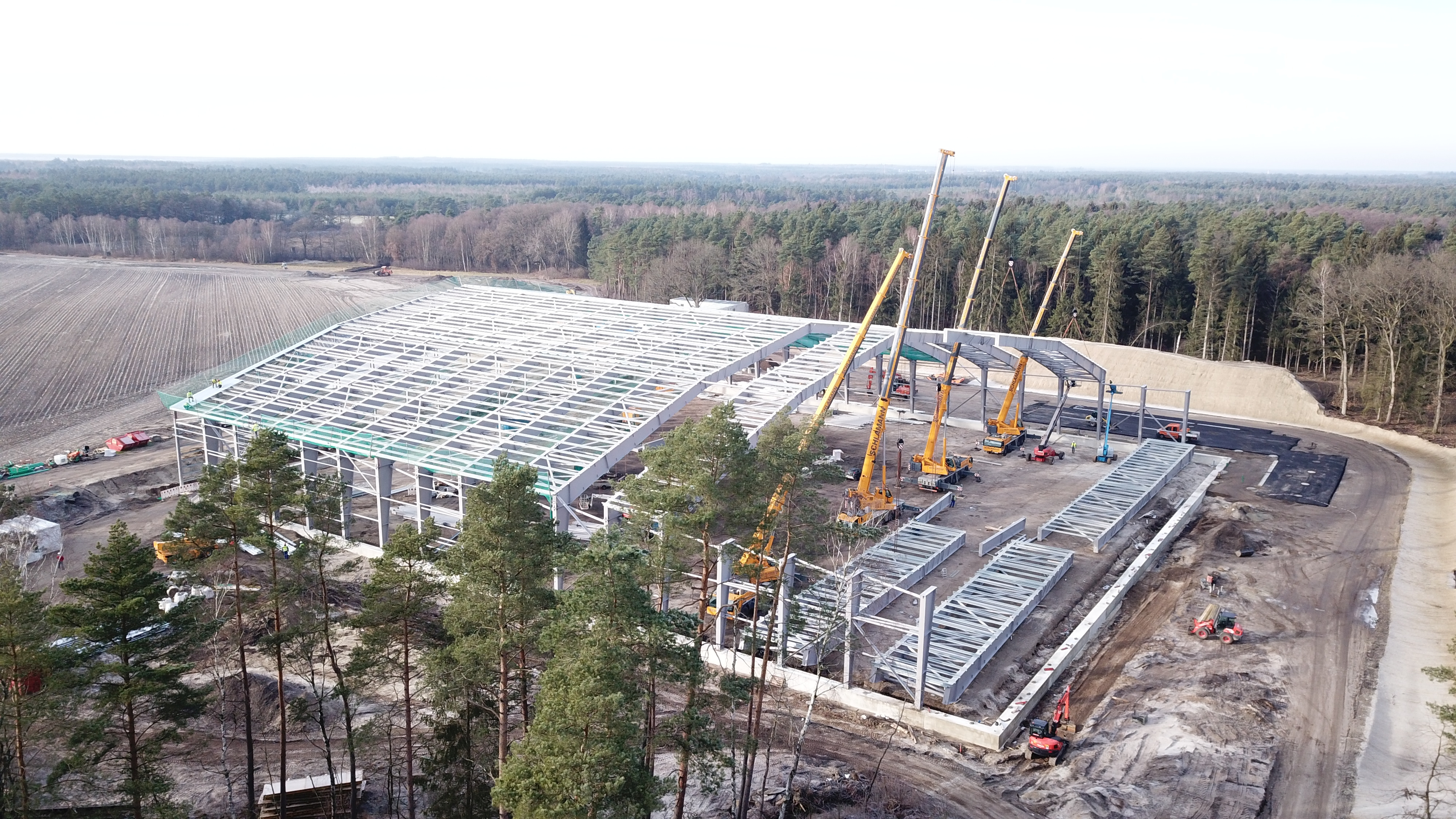
Von Astron konstruierte Schutzhalle am Dethlinger Teich im Bau. Eine Vollwandrahmenkonstruktion mit einem Satteldach in polygonaler Form. Außenmaße 97 × 106 m, Firsthöhe 20 m, etwa 940 Tonnen Stahl.

Astron wurde 2005 vom schwedischen Lindab-Konzern übernommen, der Stahlerzeugnisse und Systemprodukte für die Baubranche entwickelt und produziert, führt seine Produktion und den Vertrieb der Stahlgebäude aber unverändert fort.
Die Lindab-Group hatte 2018 einen Umsatz von 890 Mio. Euro.
Der deutsche Sitz von Astron befindet sich in Mainz, der operative Hauptsitz im luxemburgischen Diekirch.

## Produkte
Astron konzipiert und fertigt individuell planbare Gebäude, beispielsweise Lagerhallen, Produktionsgebäude, Parkhäuser, Büros, Sporthallen, Hotels oder Supermärkte.
Die Spannweiten variieren zwischen zehn und einhundert Metern, verschiedene Gebäudetypen sind möglich. Bis zu acht Geschosse können realisiert werden. Weiterhin bietet das Unternehmen Zubehör für Modernisierungen und Dachsanierungen bestehender Gebäude ohne Betriebsunterbrechung an.

## Geschichte
Das Astron-Mutterunternehmen "Commercial Shearing and Stamping" wurde 1920 in den USA gegründet. Die Firma begann 1962, vorgefertigte Gebäude aus den USA in die schnell wachsende Volkswirtschaft Europas zu importieren. Dazu wurde in Diekirch (Luxemburg) ein Unternehmen gegründet, die Geburtsstunde von Astron in Europa.
Ab 1965 erfolgte der Vertrieb der Astron-Gebäude durch lokale Bau-Unternehmen.
Die erste halbautomatische Fertigungslinie für die Primärkonstruktion wurde 1969 installiert, um die Kapazität auf bis zu 250 Gebäude pro Jahr zu erhöhen.
In der Folge wuchs der Markt für das Gebäude-System-Konzept und damit das Vertriebsnetz. 1979 verkauften 200 Baupartner 800 Gebäude pro Jahr. 
Ab 1988 wurde Computer-Technologie für die Konstruktion, Auftragsabwicklung und grafische Aufbereitung unter dem Namen „Cyprion“ eingesetzt.
Der schwedische Lindab-Konzern übernahm 2005 die Unternehmensführung. 
2019 war Astron in allen europäischen Ländern und Nord-Afrika mit 13 eigenen Niederlassungen und 3 Werken präsent. Die Jahreskapazität betrug bis zu 2.000 Gebäude.